# Geria albifimbria
Geria albifimbria là một loài bướm đêm trong họ Noctuidae.